# Лончар-Брдо
45°32′ пн. ш. 15°25′ сх. д. / 45.54° пн. ш. 15.42° сх. д.
Лончар-Брдо (хорв. Lončar Brdo) — населений пункт у Хорватії, у Карловацькій жупанії у складі громади Нетретич.

## Населення
Населення за даними перепису 2011 року становило 5 осіб.
Динаміка чисельності населення поселення: